# Bourghelles
Bourghelles település Franciaországban, Nord megyében. Lakosainak száma 1678 fő (2022. január 1.). Bourghelles Camphin-en-Pévèle, Wannehain, Bachy, Cobrieux és Cysoing községekkel határos.

## Népesség
A település népességének változása:
| Lakosok száma | 1642 | 1687 | 1715 | 1664 | 1653 | 1661 | 1670 | 1673 | 1678 |
|               | 2013 | 2015 | 2016 | 2017 | 2018 | 2019 | 2020 | 2021 | 2022 |